# Fritillaria graeca
Espèce
Statut de conservation UICN

 DD  : Données insuffisantes
Fritillaria graeca est une espèce de plantes de la famille des Liliacées originaire des Balkans.